# Hypnum sakuraii
Hypnum sakuraii är en bladmossart som beskrevs av Hisatsugu Ando 1958. Hypnum sakuraii ingår i släktet flätmossor, och familjen Hypnaceae. Inga underarter finns listade i Catalogue of Life.